# David Pizanti
David Pizanti (in ebraico דוד פיזנטי‎?; Pardes Hanna-Karkur, 27 maggio 1962) è un ex calciatore israeliano, di ruolo difensore.

## Carriera

### Club
Nel corso della sua carriera ha giocato prevalentemente in squadre della massima divisione israeliana, in particolare con il Maccabi Netanya con cui ha vinto il titolo nazionale nelle stagioni 1980-1981 e 1982-1983.
Tra il 1985 e il 1989 ha giocato in Fußball-Bundesliga e in First Division, rispettivamente con le maglie del Colonia e QPR; con i primi ha all'attivo anche quattro presenze durante l'edizione 1985-1986 della Coppa UEFA, disputando il primo turno da titolare e scendendo in campo a partita in corso nella finale di ritorno contro il Real Madrid.

### Nazionale
Ha totalizzato 26 presenze nella Nazionale maggiore fra il 1983 e il 1989, disputando 10 gare per le qualificazioni ai Mondiali del 1986 e del 1990.

## Statistiche

### Cronologia presenze e reti in nazionale
| Cronologia completa delle presenze e delle reti in nazionale ― Israele | Cronologia completa delle presenze e delle reti in nazionale ― Israele | Cronologia completa delle presenze e delle reti in nazionale ― Israele | Cronologia completa delle presenze e delle reti in nazionale ― Israele | Cronologia completa delle presenze e delle reti in nazionale ― Israele | Cronologia completa delle presenze e delle reti in nazionale ― Israele | Cronologia completa delle presenze e delle reti in nazionale ― Israele | Cronologia completa delle presenze e delle reti in nazionale ― Israele |
| Data                                                                   | Città                                                                  | In casa                                                                | Risultato                                                              | Ospiti                                                                 | Competizione                                                           | Reti                                                                   | Note                                                                   |
| ---------------------------------------------------------------------- | ---------------------------------------------------------------------- | ---------------------------------------------------------------------- | ---------------------------------------------------------------------- | ---------------------------------------------------------------------- | ---------------------------------------------------------------------- | ---------------------------------------------------------------------- | ---------------------------------------------------------------------- |
| 15-2-1983                                                              | Ramat Gan                                                              | Israele                                                                | 3 – 2                                                                  | Belgio                                                                 | Amichevole                                                             | -                                                                      | 83’                                                                    |
| 26-9-1983                                                              | Tel Aviv                                                               | Israele                                                                | 2 – 2                                                                  | Uruguay                                                                | Amichevole                                                             | -                                                                      | 46’                                                                    |
| 8-11-1983                                                              | Tel Aviv                                                               | Israele                                                                | 1 – 1                                                                  | Romania                                                                | Amichevole                                                             | -                                                                      |                                                                        |
| 4-4-1984                                                               | Tel Aviv                                                               | Israele                                                                | 3 – 0                                                                  | Irlanda                                                                | Amichevole                                                             | -                                                                      |                                                                        |
| 11-4-1984                                                              | Oradea                                                                 | Romania                                                                | 0 – 0                                                                  | Israele                                                                | Amichevole                                                             | -                                                                      |                                                                        |
| 6-9-1984                                                               | Gerusalemme                                                            | Israele                                                                | 2 – 1                                                                  | Malta                                                                  | Amichevole                                                             | -                                                                      |                                                                        |
| 9-10-1984                                                              | Atene                                                                  | Grecia                                                                 | 2 – 2                                                                  | Israele                                                                | Amichevole                                                             | -                                                                      |                                                                        |
| 16-10-1984                                                             | Belfast                                                                | Irlanda del Nord                                                       | 3 – 0                                                                  | Israele                                                                | Amichevole                                                             | -                                                                      |                                                                        |
| 20-11-1984                                                             | Petah Tiqwa                                                            | Israele                                                                | 1 – 1                                                                  | Romania                                                                | Amichevole                                                             | -                                                                      |                                                                        |
| 19-12-1984                                                             | Petah Tiqwa                                                            | Israele                                                                | 2 – 0                                                                  | Lussemburgo                                                            | Amichevole                                                             | -                                                                      |                                                                        |
| 9-1-1985                                                               | Tel Aviv                                                               | Israele                                                                | 0 – 2                                                                  | Grecia                                                                 | Amichevole                                                             | -                                                                      |                                                                        |
| 27-2-1985                                                              | Ramat Gan                                                              | Israele                                                                | 0 – 0                                                                  | Irlanda                                                                | Amichevole                                                             | -                                                                      |                                                                        |
| 30-4-1985                                                              | Ramat Gan                                                              | Israele                                                                | 1 – 1                                                                  | Svezia                                                                 | Amichevole                                                             | -                                                                      |                                                                        |
| 3-9-1985                                                               | Ramat Gan                                                              | Israele                                                                | 6 – 0                                                                  | Taipei cinese                                                          | Qual. Mondiali 1986                                                    | -                                                                      |                                                                        |
| 8-9-1985                                                               | Ramat Gan                                                              | Israele                                                                | 5 – 0                                                                  | Taipei cinese                                                          | Qual. Mondiali 1986                                                    | -                                                                      |                                                                        |
| 8-10-1985                                                              | Ramat Gan                                                              | Israele                                                                | 1 – 2                                                                  | Australia                                                              | Qual. Mondiali 1986                                                    | -                                                                      |                                                                        |
| 20-10-1985                                                             | Melbourne                                                              | Australia                                                              | 1 – 1                                                                  | Israele                                                                | Qual. Mondiali 1986                                                    | -                                                                      |                                                                        |
| 26-10-1985                                                             | Auckland                                                               | Nuova Zelanda                                                          | 3 – 1                                                                  | Israele                                                                | Qual. Mondiali 1986                                                    | -                                                                      | 28’                                                                    |
| 8-10-1986                                                              | Ramat Gan                                                              | Israele                                                                | 2 – 4                                                                  | Romania                                                                | Amichevole                                                             | -                                                                      |                                                                        |
| 1-6-1987                                                               | Ramat Gan                                                              | Israele                                                                | 0 – 4                                                                  | Brasile                                                                | Amichevole                                                             | -                                                                      |                                                                        |
| 8-2-1989                                                               | Ramat Gan                                                              | Israele                                                                | 3 – 3                                                                  | Galles                                                                 | Amichevole                                                             | -                                                                      |                                                                        |
| 5-3-1989                                                               | Melbourne                                                              | Israele                                                                | 1 – 0                                                                  | Nuova Zelanda                                                          | Qual. Mondiali 1990                                                    | -                                                                      |                                                                        |
| 19-3-1989                                                              | Melbourne                                                              | Israele                                                                | 1 – 1                                                                  | Australia                                                              | Qual. Mondiali 1990                                                    | -                                                                      | 83’                                                                    |
| 9-4-1989                                                               | Auckland                                                               | Nuova Zelanda                                                          | 2 – 2                                                                  | Israele                                                                | Qual. Mondiali 1990                                                    | -                                                                      | 62’                                                                    |
| 15-10-1989                                                             | Barranquilla                                                           | Colombia                                                               | 1 – 0                                                                  | Israele                                                                | Qual. Mondiali 1990                                                    | -                                                                      | 62’                                                                    |
| 30-10-1989                                                             | Ramat Gan                                                              | Israele                                                                | 0 – 0                                                                  | Colombia                                                               | Qual. Mondiali 1990                                                    | -                                                                      | 46’                                                                    |
| Totale                                                                 |                                                                        | Presenze                                                               | 26                                                                     |                                                                        | Reti                                                                   | 0                                                                      |                                                                        |

## Palmarès
- Liga Leumit: 2

1980-1981, 1982-1983